# Serial Mom

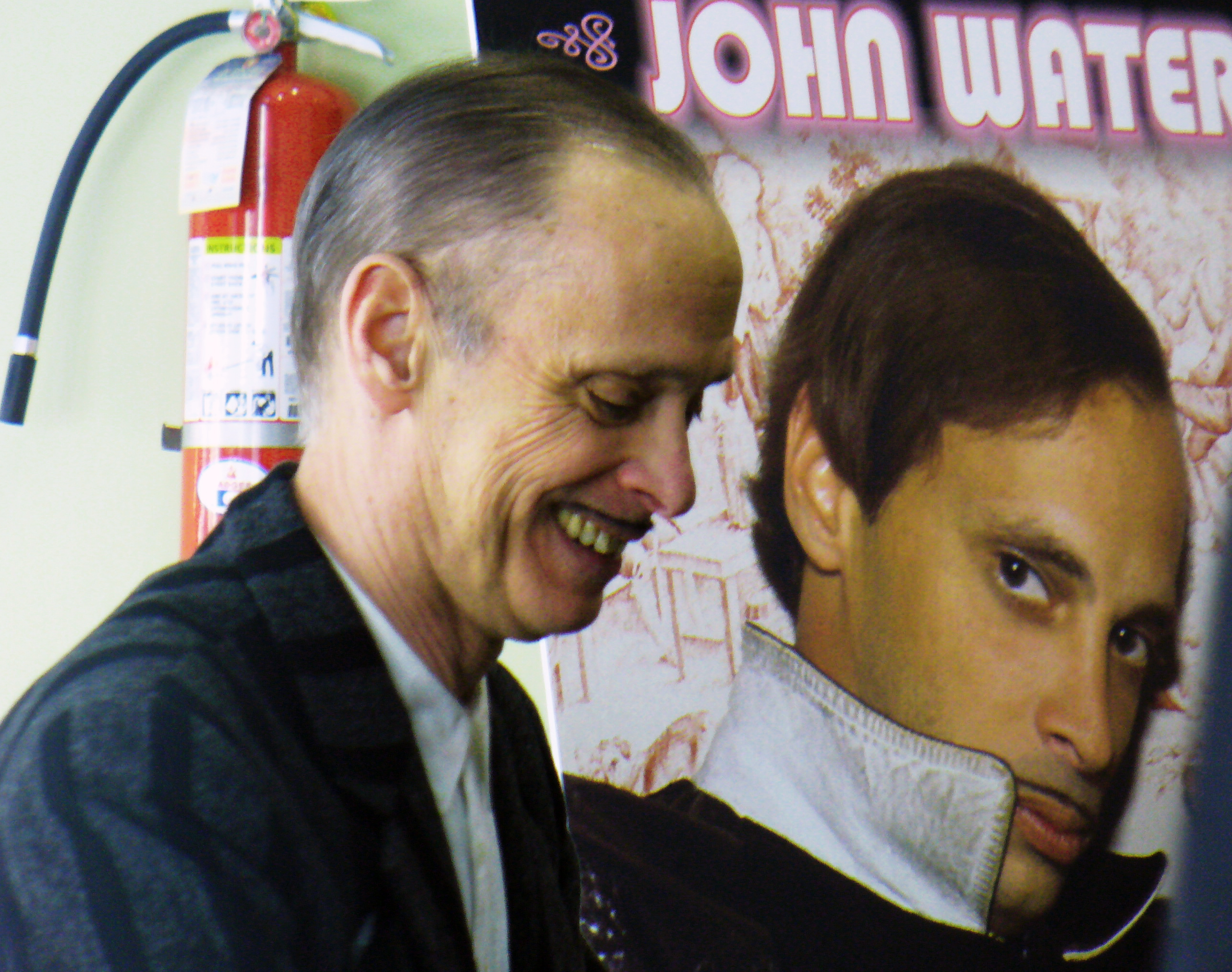
John Waters, regisseur

Serial Mom is een Amerikaanse zwarte komedie uit 1994, geregisseerd door John Waters met Kathleen Turner en Ricki Lake in de hoofdrollen.

## Verhaal
Beverly Sutphin is een perfecte huisvrouw, moeder van twee kinderen en gelukkig getrouwd. Ze lijken het ideale gezin. Beverly zorgt ervoor dat het haar kinderen en man aan niets ontbreekt. Ze wonen in de perfecte buurt omringd door nog meer perfecte mensen. Maar schijn bedriegt, in werkelijk is Beverly zo geobsedeerd de ongeschreven burgerlijke regels na te streven en houdt ze zo intens veel van haar gezin dat ze alles wat daar een bedreiging voor vormt uit de weg ruimt. De problemen beginnen als Beverly een ouderavond heeft van haar zoon Chip. Beverly gedraagt zich uiteraard weer zoals het een perfecte huisvrouw betaamt; ze heeft een overheerlijke taart voor de leraar gebakken. De leraar heeft echter niet alleen positief nieuws over haar zoon, haar zoon lijkt een ziekelijke fascinatie voor bloed en geweld te bezitten. De leraar suggereert problemen thuis. “Maar we zijn een liefdevol en ondersteunend gezin” reageert Beverly. De leraar blijft er echter van overtuigd dat problemen thuis de oorzaak van Chips’ fascinatie moeten zijn. Beverly is zo aangeslagen door de beschuldigingen dat er maar een oplossing mogelijk is, hem overrijden met haar auto. Hierna volgen nog meer moorden, onder andere de hilarische moord met een lamsbout terwijl ze meezingt met de musical Annie. Baltimore heeft haar eerste echte seriemoordenares. Haar arrestatie kan natuurlijk niet uitblijven, een verrassende rechtszaak volgt. Beverly is inmiddels uitgegroeid tot een ware beroemdheid, er zijn onder andere “serial mom”-boeken en T-shirts te verkrijgen. Door de getuigen op hun burgerlijke ongepastheden te wijzen krijgt Beverly het voor elkaar vrijgesproken te worden.

## Rolverdeling
| Acteur              | Personage          |
| ------------------- | ------------------ |
| Kathleen Turner     | Beverly Sutphin    |
| Sam Waterston       | Eugene Sutphin     |
| Ricki Lake          | Misty Sutphin      |
| Matthew Lillard     | Chip Sutphin       |
| Scott Wesley Morgan | Rechercheur Pike   |
| Walt MacPherson     | Rechercheur Gracey |
| Patricia Dunnock    | Birdie             |
| Mink Stole          | Dottie Hinkle      |
| Mary Jo Catlett     | Rosemary Ackerman  |
| Justin Whalin       | Scotty Barnhill    |
| Beau James          | Timothy Nazlerod   |
| Lonnie Horsey       | Carl Pageant       |
| Traci Lords         | Carls date         |
| Tim Caggiano        | Marvin A. Pickles  |
| Jeff Mandon         | Howell Hawkins     |
| Kim Swann           | Luann Hodges       |
| Kathy Fannon        | Betty Sterner      |
| Patsy Grady Abrams  | Mrs. Jenson        |
| L7                  | Camel Lips         |

## Analyse
Deze film is een uitbeelding van de Amerikaanse hypocrisie. Beverly heeft er geen bezwaar tegen iemand te vermoorden indien degene zich 'onfatsoenlijk' gedraagt. Onder onfatsoenlijk verstaat ze onder meer het niet terugspoelen van videobanden alvorens inlevering bij de videotheek en het niet dragen van een gordel in de auto. Beverly vindt het zo belangrijk dat mensen zich aan algemene waarden en normen houden, dat ze zich oppervlakkig, niet sociaal en zonder inlevingsvermogen opstelt. De rest van de buurt wijkt amper af van Beverly. Iedereen heeft zijn gemene trekjes, terwijl ze allemaal proberen zo keurig en perfect mogelijk over te komen. Ze zijn zo druk bezig zich op een goede manier te profileren dat ze vergeten te leven en van dingen te genieten. Daarnaast wordt in de film de fascinatie voor seriemoordenaars op de hak genomen. Iedereen 'aanbidt' Beverly om haar gruweldaden.